# Bogatynia (plaats)
Bogatynia (Duits: Reichenau in Sachsen) is een stad in het Poolse woiwodschap Neder-Silezië, gelegen in de powiat Zgorzelecki. De oppervlakte bedraagt 59,92 km², het inwonertal 19.169 (2005).

## Economie
Bogatynia is vandaag een van de rijkste steden per hoofd van de bevolking in Polen. Dit vanwege de twee voornaamste ondernemingen: Turów bruinkoolmijn, een grote dagbouwmijn, en de bijbehorende thermische centrale, Turów energiecentrale, beide geëxploiteerd door de Polska Grupa Energetyczna (PGE). Het woord bogaty in het Pools beschrijft een rijk of rijk persoon - een één-op-één vertaling van originele Duitse naam van de stad, Reichenau (reich: "rijke").

## Verkeer en vervoer
- Station Bogatynia (gesloten)
- Station Trzciniec Zgorzelecki (gesloten)